# Coarsegold
Coarsegold is een dorp en census-designated place in Madera County in de Amerikaanse staat Californië. In 2010 woonden er 1840 mensen.
De plaats is de hoofdplaats van de Picayune Rancheria of Chukchansi Indians, een federaal erkende stam van Yokuts-indianen, maar wordt voornamelijk bewoond door blanke Amerikanen. De Yokuts baten in Coarsegold het Chukchansi Gold Resort & Casino uit, dat de naamrechten bezit van Chukchansi Park in Fresno. Sinds 2008 wordt aan de basisschool van Coarsegold Chuckchansi, een dialect van het Yokuts, onderwezen.

## Geschiedenis
Coarsegold werd gesticht als Texas Flat nadat Texaanse goudzoekers er in 1849 goud hadden gevonden. In 1878, toen het dorp Coarse Gold Gulch heette, kwam er een postkantoor. Sinds 1899 heet de plaats Coarsegold.

## Geografie
Het dorp ligt in de foothills van de Sierra Nevada op 676 meter boven zeeniveau. Coarsegold ligt aan de State Route 41 tussen Fresno en het Yosemite National Park. 

## Bekende inwoners
- Creed Bratton, acteur en muzikant
- Richard Kiel, acteur
- Grace Lee Whitney, actrice